# Radford (Automobilhersteller)
Radford war ein US-amerikanischer Hersteller von Automobilen.

## Unternehmensgeschichte
A. L. Radford wohnte an der Columbus Avenue 43 in Boston in Massachusetts. Er stellte 1903 einige Automobile her. Der Markenname lautete Radford. Insgesamt entstanden mindestens zwei Fahrzeuge.

## Fahrzeuge
Nur zu zwei Fahrzeugen liegen Daten vor.
Der erste Wagen hatte einen Vierzylindermotor mit 35 PS Leistung. Der Aufbau war ein Tourenwagen. Abnehmer war ein Geschäftsmann aus Boston.
Beim zweiten bekannten Wagen leistete der Motor 45 PS. Der offene Tourenwagen bot Platz für acht Personen. Das Fahrgestell hatte 259 cm Radstand. Die Gesamtlänge betrug 396 cm. Das Getriebe kam von Upton. Reifen und Schalldämpfer wurden ebenfalls zugekauft. Alles andere stellte Radford selber her. Auch dieses Fahrzeug kaufte ein Bostoner Geschäftsmann.